# Oligia faroulti
Oligia faroulti är en fjärilsart som beskrevs av Rothschild 1914. Oligia faroulti ingår i släktet Oligia och familjen nattflyn. Inga underarter finns listade i Catalogue of Life.